# العلاقات القطرية الناميبية
العلاقات القطرية الناميبية هي العلاقات الثنائية التي تجمع بين قطر وناميبيا.

## مقارنة بين البلدين
هذه مقارنة عامة ومرجعية للدولتين:
| وجه المقارنة                                              | قطر           | ناميبيا      |
| --------------------------------------------------------- | ------------- | ------------ |
| المساحة (كم2)                                             | 11.44 ألف     | 825.62 ألف   |
| عدد السكان (نسمة)                                         | 2.64 مليون    | 2.53 مليون   |
| الكثافة السكانية (ن./كم²)                                 | 230.77        | 3.06         |
| العاصمة                                                   | الدوحة        | ويندهوك      |
| اللغة الرسمية                                             | اللغة العربية | لغة إنجليزية |
| العملة                                                    | ريال قطري     | دولار ناميبي |
| الناتج المحلي الإجمالي (بليون دولار)                      | 167.61 مليار  | 13.24 مليار  |
| الناتج المحلي الإجمالي (تعادل القوة الشرائية) بليون دولار | 316.40 مليار  | 25.60 مليار  |
| الناتج المحلي الإجمالي الاسمي للفرد دولار أمريكي          | 73.65 ألف     | 4.67 ألف     |
| الناتج المحلي الإجمالي للفرد دولار أمريكي                 | 141.54 ألف    | 9.96 ألف     |
| مؤشر التنمية البشرية                                      | 0.850         | 0.628        |
| رمز المكالمات الدولي                                      | +974          | +264         |
| رمز الإنترنت                                              | .qa           | .na          |
| المنطقة الزمنية                                           | ت ع م+03:00   | ت ع م+02:00  |

## منظمات دولية مشتركة
يشترك البلدان في عضوية مجموعة من المنظمات الدولية، منها:
| علم المنظمة | اسم المنظمة                        | تاريخ انضمام قطر | تاريخ انضمام ناميبيا |
| ----------- | ---------------------------------- | ---------------- | -------------------- |
|             | يونسكو                             | 27 يناير 1972    | 2 نوفمبر 1978        |
|             | وكالة ضمان الاستثمار متعدد الأطراف | 22 أكتوبر 1996   | 25 سبتمبر 1990       |
|             | الأمم المتحدة                      | 21 سبتمبر 1971   | 23 أبريل 1990        |
|             | الاتحاد البريدي العالمي            | ?                | ?                    |
|             | البنك الدولي للإنشاء والتعمير      | 25 سبتمبر 1972   | 25 سبتمبر 1990       |
|             | الاتحاد الدولي للاتصالات           | 27 مارس 1973     | 25 يناير 1984        |
|             | منظمة حظر الأسلحة الكيميائية       | ?                | ?                    |
|             | مؤسسة التمويل الدولية              | 11 أكتوبر 2008   | 25 سبتمبر 1990       |
|             | منظمة التجارة العالمية             | ?                | ?                    |
|             | منظمة الشرطة الجنائية الدولية      | ?                | ?                    |

## وصلات خارجية
- موقع وزارة الخارجية القطرية